# Przymiarki (powiat starachowicki)
Przymiarki – wieś w Polsce położona w województwie świętokrzyskim, w powiecie starachowickim, w gminie Brody.
W latach 1975–1998 miejscowość należała administracyjnie do województwa kieleckiego.
Wierni Kościoła rzymskokatolickiego należą do parafii Podwyższenia Krzyża Świętego w Lubieni.